# Angel in Disguise
Az Angel in Disguise Brandy amerikai énekesnő negyedik kislemeze második, Never Say Never című stúdióalbumáról. Annak ellenére, hogy kereskedelmi forgalomba kislemezen nem került, a dal elért a 72. helyig a Billboard Hot 100 slágerlistán, ezzel ez lett Brandy első dala, ami kislemez vagy videóklip nélkül, csak a rádiós játszások alapján felkerült a slágerlistára.

## Számlista
12" maxi kislemez (USA; csak promó)
1. Angel in Disguise (Album Mix)
2. Angel in Disguise (Percapella)
3. Angel in Disguise (Instrumental)
4. Angel in Disguise (A Cappella)

## Helyezések
| Slágerlista (1999)                    | Legmagasabb helyezés |
| ------------------------------------- | -------------------- |
| USA Billboard Hot 100                 | 72                   |
| USA Billboard Airplay                 | 58                   |
| USA Billboard Hot R&B/Hip-Hop Singles | 17                   |